# Harvey Fuqua
Harvey Fuqua (ur. 27 lipca 1929 w Louisville, zm. 6 lipca 2010 w Detroit) – afroamerykański piosenkarz soul, kompozytor, producent muzyczny, prekursor i jeden z czołowych twórców stylu doo wop.
Debiutował w 1954 r., z zespołem The Moonglows, singlem "Sincerely". W 1958 r., nagrał swój największy przebój "Ten Commandments of Love". W późniejszych latach był producentem wykonawczym wytwórni Motown oraz łowcą talentów.
Mieszkał w Concorde w stanie Karolina Północna. Zmarł na zawał serca w szpitalu w Detroit. Jego bratankiem był reżyser Antoine Fuqua.